# Вен, Клод де
Кло́д де Ве́н, мадемуазель де Ойе (фр. Claude de Vin, Mademoiselle des Œillets; 1637 — 18 мая 1687, Париж) — придворная дама, любовница короля Людовика XIV.

## Биография
Клод де Вен была дочерью актёров Николя де Вина и его супруги Аликс Фавио, известной театральной актрисы. После смерти отца вместе с матерью переехала в Париж, где её мать стала выступала в столичных театрах, играя в ряде театральных постановок.
Примерно в 1660-х годах Клод де Вен стала придворной дамой и вошла в свиту Франсуазы-Атенаис де Монтеспан, официальной фаворитки короля Людовика XIV. Клод была также любовницей короля Людовика XIV, от которого у неё была дочь Луиза де Мезонбланш (1676—1718), которая не была официально признана королём.
Её имя фигурировало в знаменитом «деле о ядах», но она была защищена от судебного процесса королём и Кольбером. Она покинула королевский двор и проживала в своём парижском доме и загородном поместье Шато де Сюисн.
Скончалась 18 мая 1687 года в Париже в возрасте 49-50 лет.